# 1964年バレーボール女子南米選手権
1964年バレーボール女子南米選手権（1964 Women's South American Volleyball Championship）は、1964年にアルゼンチンのブエノスアイレスで開催された、南米バレーボール連盟主催の第6回バレーボール南米選手権女子大会。
出場国は4カ国。ペルーが初優勝を飾った。

## 最終結果
| 順位 | 国           |
| ---- | ------------ |
| 1    | ペルー       |
| 2    | パラグアイ   |
| 3    | アルゼンチン |
| 4    | ウルグアイ   |